# Actaea (animal)
Actaea es un género de crustáceo decápodo de la familia Xanthidae.

## Taxonomía
Fue definido por Wilhem de Haan en 1833 como un subgénero de Cancer y designado como especie tipo a Cancer granulatus Audouin, 1826 por designación posterior de Rathbun. 1922.

### Especies
Comprende las siguientes especies:
| Ilustración | Nombre binomial Autor                        | Número de subespecies | Referencia | Referencia | Referencia | Estado de conservación | Distribución |
| Ilustración | Nombre binomial Autor                        | Número de subespecies | WoRMS      | ITIS       | PDB        | Estado de conservación | Distribución |
| ----------- | -------------------------------------------- | --------------------- | ---------- | ---------- | ---------- | ---------------------- | --- |
|             | Actaea acantha (H. Milne-Edwards, 1834)      | Ninguna               | Sí         | Sí         | Sí         | Especie no evaluada    | Este del océano Atlántico. |
|             | Actaea allisoni Garth, 1985                  | Ninguna               | Sí         | No         | No         | Especie no evaluada    | Isla de Pascua. |
|             | Actaea angusta Rathbun, 1898                 | Ninguna               | Sí         | No         | No         | Especie no evaluada    | Isla Española, una de las islas Galápagos. |
|             | Actaea areolata (Dana, 1852)                 | Ninguna               | Sí         | No         | No         | Especie no evaluada    | Polinesia Francesa. |
|             | Actaea bifrons Rathbun, 1898                 | Ninguna               | Sí         | Sí         | Sí         | Especie no evaluada    | Golfo de México. |
|             | Actaea bocki Odhner, 1925                    | Ninguna               | Sí         | No         | No         | Especie no evaluada    | Japón, estrecho de Corea, estrecho de Taiwán y mar de China Oriental. |
|             | Actaea banarensis (M. J. Rathbun, 1911)      | Ninguna               | No         | Sí         | No         | Especie no evaluada    | Costas del mar Rojo, la provincia de Toliara (Madagascar), el archipiélago de Chagos, las islas Salomón, la isla Amami Ōshima (Japón), las islas Paracel (China/Vietnam), las islas del noreste de Australia, Tonga, Hawái, Oahu. |
|             | Actaea calculosa (H. Milne-Edwards, 1834)    | Ninguna               | Sí         | No         | No         | Especie no evaluada    | Mar Rojo, el golfo Pérsico, las costas del subcontinente indio, el mar de la China meridional, el suroeste de la isla Kyūshū (Japón), Indonesia, el golfo de Tailandia, Australia y Tahití.                                       |
|             | Actaea calzadai Muller, 1984                 | Ninguna               | No         | No         | Sí         | Extinto (fósil)        | España, durante el Mioceno. |
|             | Actaea capricornensis Ward, 1933             | Ninguna               | Sí         | No         | No         | Especie no evaluada    | Nueva Gales del Sur y Queensland, en Australia. |
|             | Actaea carcharias White, 1848                | Ninguna               | Sí         | No         | No         | Especie no evaluada    | Costa noreste de Queensland y de la costa oeste de Australia Occidental, en Australia. |
|             | Actaea catalai Guinot, 1976                  | Ninguna               | Sí         | No         | No         | Especie no evaluada    | Nueva Caledonia. |
|             | Actaea cretacea Rathbun, 1935                | Ninguna               | No         | No         | Sí         | Extinto (fósil)        | Texas, durante el Cretácico. |
|             | Actaea flosculata Alcock, 1898               | Ninguna               | Sí         | No         | No         | Especie no evaluada    | Islas Seychelles, islas Laquedivas (India), las Maldivas y Sri Lanka. |
|             | Actaea fragifera (White, 1848)               | Ninguna               | Sí         | No         | No         | Especie no evaluada    | Singapur. |
|             | Actaea glandifera Rathbun, 1914              | Ninguna               | Sí         | No         | No         | Especie no evaluada    | Polinesia Francesa. |
|             | Actaea grimaldii Ng y Bouchet, 2015          | Ninguna               | Sí         | No         | No         | Especie no evaluada    | Costas de las islas Molucas, de Papúa Nueva Guinea y posiblemente de Australia. |
|             | Actaea granulata Audouin, 1826               | Ninguna               | Sí         | No         | No         | Especie no evaluada    | |
|             | Actaea hieroglyphica Odhner, 1925            | Ninguna               | Sí         | No         | No         | Especie no evaluada    | Costas de la región indomalaya y en el noroeste de Nueva Gales del Sur, en Australia. |
|             | Actaea hystrix Miers, 1886                   | Ninguna               | Sí         | No         | No         | Especie no evaluada    | Costa noreste de Queensland y en la costa noroeste de Australia Occidental, ambas en Australia. |
|             | Actaea jacquelinae Guinot, 1976              | Ninguna               | Sí         | No         | No         | Especie no evaluada    | Golfo Pérsico. |
|             | Actaea nodulosa (White, 1847)                | Ninguna               | No         | Sí         | No         | Especie no evaluada    | Aguas poco profundas desde el mar Rojo hasta las golfo de Tailandia. |
|             | Actaea occidentalis Odhner, 1925             | Ninguna               | No         | Sí         | No         | Especie no evaluada    | Costas de Australia Occidental. |
|             | Actaea parvula (Krauss, 1843)                | Ninguna               | Sí         | No         | No         | Especie no evaluada    | Costas del mar Rojo, la provincia de Toliara (Madagascar), el archipiélago de Chagos, las islas Salomón, la isla Amami Ōshima (Japón), las islas Paracel (China/Vietnam), las islas del noreste de Australia, Tonga, Hawái, Oahu. |
|             | Actaea peronii (H. Milne-Edwards, 1834)      | Ninguna               | Sí         | No         | No         | Especie no evaluada    | India, Australia y Filipinas. |
|             | Actaea persica Milne-Edwards, 1865           | Ninguna               | No         | No         | Sí         | Extinto (fósil)        | Irán, durante el Mioceno. |
|             | Actaea perspinosa Borradaile, 1902           | Ninguna               | Sí         | No         | No         | Especie no evaluada    | Seychelles, Maldivas y Japón. |
|             | Actaea petalifera Odhner, 1925               | Ninguna               | Sí         | No         | No         | Especie no evaluada    | |
|             | Actaea picta Zehntner, 1894                  | Ninguna               | Sí         | No         | No         | Especie no evaluada    | Archipiélago malayo. |
|             | Actaea polyacantha (Heller, 1861)            | Ninguna               | Sí         | No         | Sí         | Especie no evaluada    | Costas del océano Índico y el oeste del océano Pacífico. |
|             | Actaea polydora (Herbst, 1801)               | Ninguna               | Sí         | No         | No         | Especie no evaluada    | |
|             | Actaea pura Stimpson, 1858                   | Ninguna               | Sí         | No         | Sí         | Especie no evaluada    | Costa de Nueva Gales del Sur, en Australia. |
|             | Actaea rueppellii (Krauss, 1843)             | Ninguna               | Sí         | No         | No         | Especie no evaluada    | Aguas tropicales del Indo-Pacífico, hallándose desde Sudáfrica hasta Australia. |
|             | Actaea rufopunctata (H. Milne-Edwards, 1834) | 4 (detalle)           | No         | Sí         | No         | Especie no evaluada    | Lecho marino de las Azores, Polinesia Francesa, golfo de México y las islas de Mayotte y, Reunión. |
|             | Actaea sabae Nobili, 1905)                   | Ninguna               | Sí         | No         | No         | Especie no evaluada    | |
|             | Actaea savignii (H. Milne-Edwards, 1834)     | Ninguna               | Sí         | No         | No         | Especie no evaluada    | Este del mar Mediterráneo. |
|             | Actaea semblatae Guinot, 1976                | Ninguna               | Sí         | No         | Sí         | Especie no evaluada    | Costas de Japón. |
|             | Actaea spinosissima Borradaile, 1902         | Ninguna               | Sí         | No         | No         | Especie no evaluada    | Canal de Mozambique y en las costas de la república de Mauricio. |
|             | Actaea spongiosa (Dana, 1852)                | Ninguna               | Sí         | No         | No         | Especie no evaluada    | |
|             | Actaea squamosa Henderson, 1893              | Ninguna               | Sí         | No         | No         | Especie no evaluada    | Costas de la India. |
|             | Actaea squamulosa Odhner, 1925               | Ninguna               | Sí         | No         | No         | Especie no evaluada    | Costas de Territorio del Norte (Australia) y los mares de Arafura y Joló. |
|             | Actaea superciliaris Odhner, 1925            | Ninguna               | No         | Sí         | No         | Especie no evaluada    | |
|             | Actaea tessellata Pocock, 1890               | Ninguna               | Sí         | No         | No         | Especie no evaluada    | |
|             | Actaea tomentosus (H. Milne-Edwards, 1834)   | Ninguna               | No         | Sí         | No         | Especie no evaluada    | |
|             | Actaea tropicana Hu y Tao, 1996              | Ninguna               | No         | No         | Sí         | Extinto (fósil)        | |
|             | Actaea turocampestris Muller, 1984           | Ninguna               | No         | No         | Sí         | Extinto (fósil)        | |